# Célio Silva
Pour les articles homonymes, voir Silva.
Célio Silva do Nascimento (né le 20 mai 1968 à Miracema, au Brésil) est un joueur de football brésilien ayant joué au poste de défenseur central.
Il est international brésilien à 11 reprises entre 1992 et 1997.

## Carrière
- 1986-1988 : Americano FC (Campos dos GC)  Brésil
- 1988-1990 : CR Vasco da Gama  Brésil
- 1991-1993 : SC Internacional  Brésil
- 1993-1994 : SM Caen  France
- 1994-1998 : SC Corinthians  Brésil
- 1998 : Goiás EC  Brésil
- 1999 : CR Flamengo  Brésil
- 2000 : Atlético Mineiro  Brésil
- 2001 : Universidad Católica  Chili
- 2003 : Americano FC (Campos dos GC)  Brésil[1]

## Palmarès
- 1987 : Coupe João Havelange
- 1988, 1999 : Championnat de l'État de Rio de Janeiro
- 1989, 1995 : Championnat du Brésil
- 1991, 1992 : Championnat de l'État du Rio Grande do Sul
- 1992, 1995 : Coupe du Brésil
- 1995, 1997 : Championnat de l'État de São Paulo
- 1997 : Copa América
- 1999 : Copa Mercosul
- 2000 : Championnat de l'État du Minas Gerais
- 1988, 1989, 1996 : Trophée Ramon de Carranza (Cadix)